# Jacquemontia crassifolia
Jacquemontia crassifolia är en vindeväxtart som beskrevs av Scheele. Jacquemontia crassifolia ingår i släktet Jacquemontia och familjen vindeväxter. Inga underarter finns listade i Catalogue of Life.